# Grenztruppen der UdSSR
Die Grenztruppen der UdSSR (russisch Пограничные войска СССР) waren die für den Grenzschutz der Sowjetunion verantwortlichen bewaffneten Kräfte.
Sie unterstanden dem Staatssicherheitsdienst der Sowjetunion mit seinen wechselnden Bezeichnungen (Tscheka, GPU/OGPU, NKWD/MGB, seit 1954 KGB) und bildeten einen Teil der Streitkräfte der Sowjetunion.

## Befehlshaber (Chefs)
Die Dienststellungsbezeichnung der Befehlshabers oder Chefs der Grenztruppen der UdSSR wurde im Laufe der Zeit mehrfach geändert.
- 1918–1919 = S.G. Schamschew (Hauptdirektorat Grenztruppen, auch Hauptverwaltung Grenztruppen [GUPW])
- 1919–1920 = W.A. Stepanow (Direktorat Grenzüberwachung, auch Verwaltung Grenzüberwachung)
- 1920–1921 = W.R. Menschinski (Tscheka Sonderbereich – Grenzschutz)
- 1922–1923 = A.C. Artusow (bis 1918 Frautschi) (Bereich Grenztruppen, Bereich Grenzschutz [OPO])
- 1923–1925 = J.K. Olski (OPO)
- 1925–1929 = S.B. Kaznelson (Hauptdirektorat Grenzschutz [GUPO])
- 1929 = S.G. Wleschew (GUPO)
- 1929–1931 = I.A. Woronzow (GUPO)
- 1931–1933 = I.M. Bystrych (GUPO)
- 1933–1937 = M.P. Frinowski, (GUPO, ab 1934 Hauptdirektorat Grenz- und Innerer Schutz [GUPuWO]) NKWD der UdSSR
- 1937–1938 = N.K. Krutschinkin, (GUPuWO)
- 1938–1939 = A.A. Kowalow, (GUPuWO)
- 1939–1941 = G.G. Sokolow, Generalleutnant (GUPWW)
- 1942–1952 = N.P. Stachanow, Generalleutnant (GUPWW)[2]
- 1952–1956 = P.I. Syrjanow, Generalleutnant (GUPWW)
- 1956–1957 = T.A. Storokatsch, Generalleutnant (GUPWW)
- 1957–1972 = P.I. Syrjanow, Generaloberst (GUPW)
- 1972–1989 = W.A. Matrosow, Armeegeneral (GUPW)
- 1989–1992 = I.J. Kalinitschenko, Generaloberst (GUPW)

Grenzsicherung der UdSSR 1917–1992
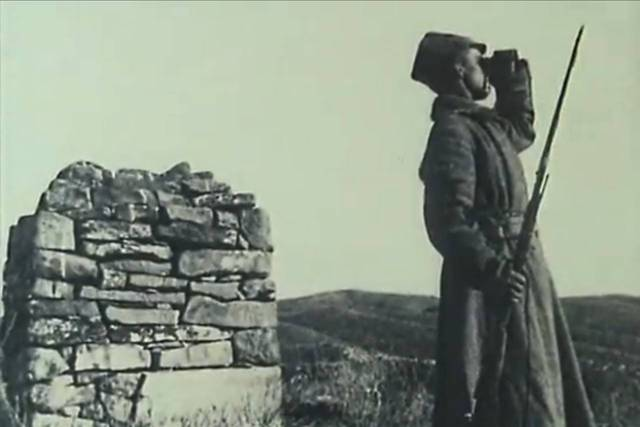
Auf Beobachtung, Sowjetischer Grenzposten in Turkestan um 1917.
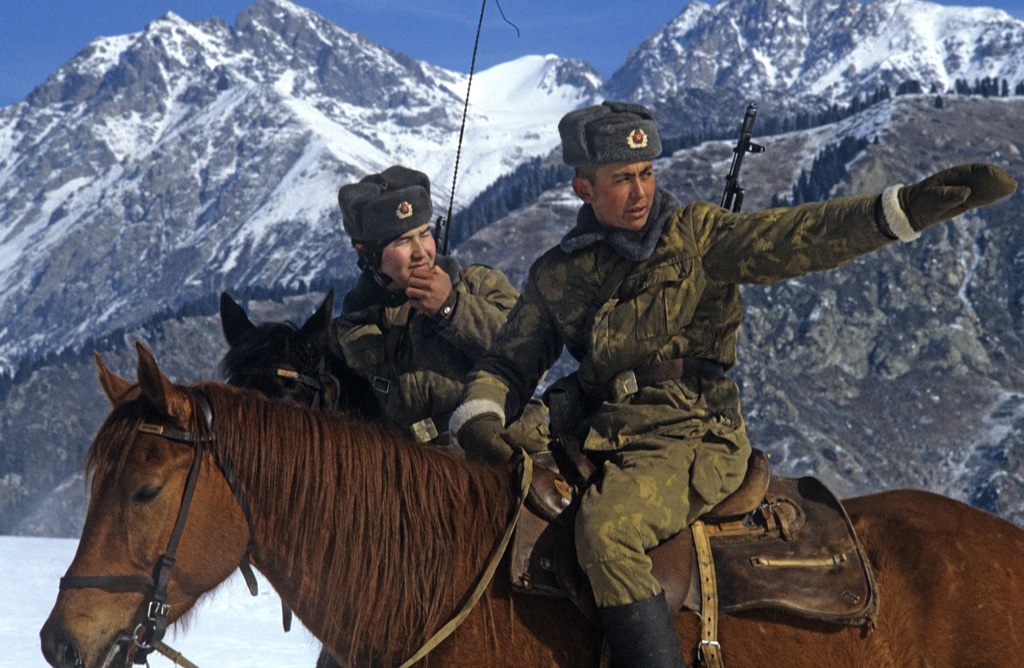
Berittene Grenzpatrouille im Hochgebirge, Sowjetisch-Chinesische Grenze, Alma-Ata um 1984.
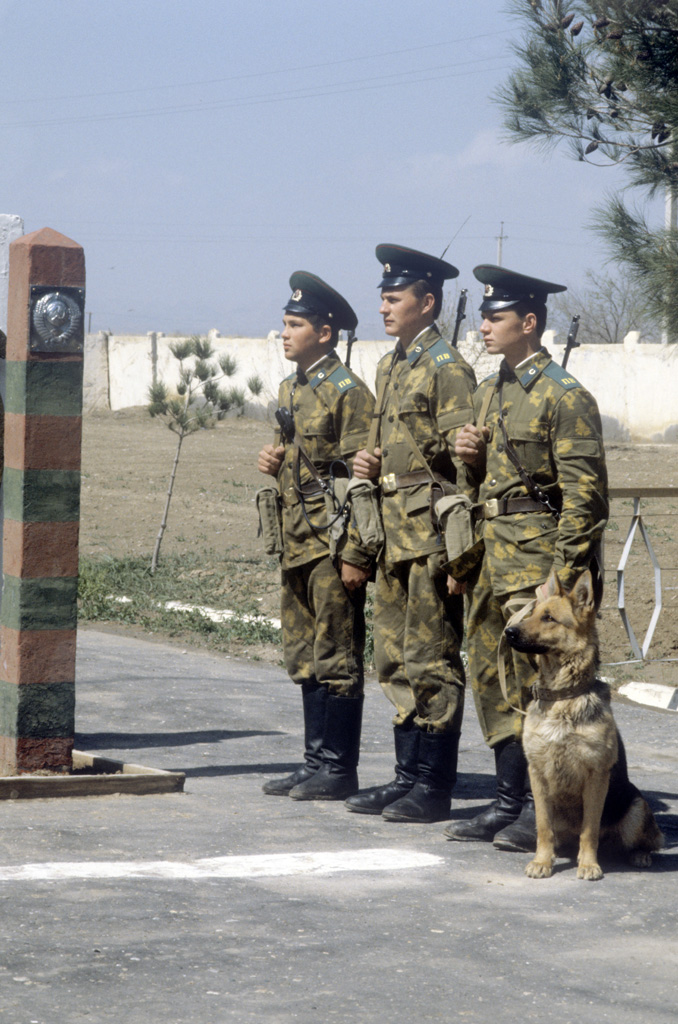
Grenzposten bereit zur Patrouille.
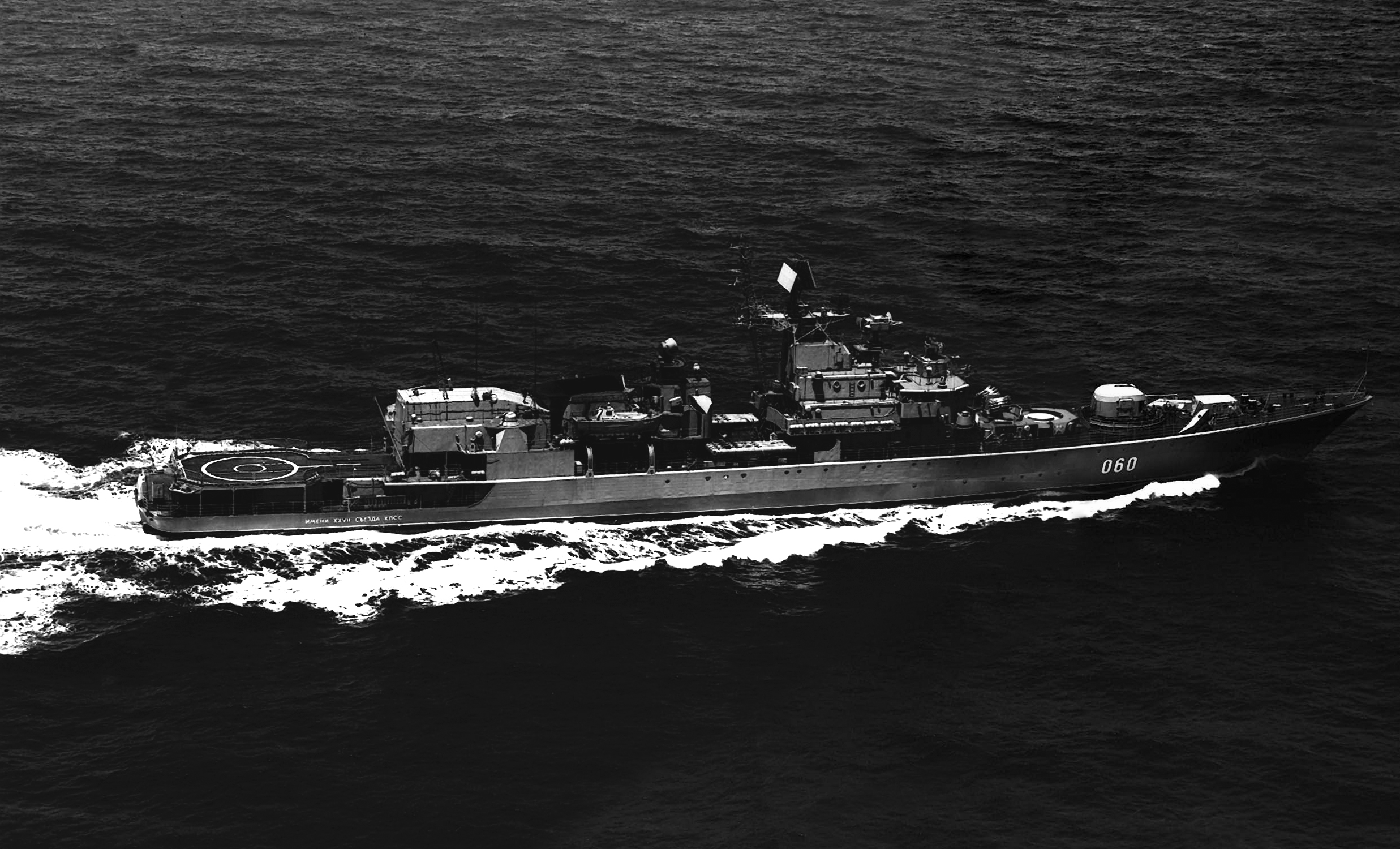
Grenzschutzboot auf Patrouillen-Fahrt.

## Film und Fernsehen
- Die Staatsgrenze (Gosudarstvennaya granitsa/Государственная граница, UdSSR 1980–1988, zehnteilige Fernsehserie von Belarusfilm).